# アドベンチャークイズ カプコンワールド
『アドベンチャークイズ カプコンワールド』は、1989年11月にカプコンが発売したアーケード用クイズゲーム。
後に『アドベンチャークイズ カプコンワールド ハテナの大冒険』としてPCエンジンに移植された。なお、本記事では続編の『アドベンチャークイズ カプコンワールド2』についても述べる。

## システム
本作はカプコン初のクイズゲームで、それまでのクイズゲームとは違い、「すごろく式」「4択クイズを4ボタンで回答する」「お手つき制」「2人プレイ（途中参加可能）」「様々なイベントの発生」といった要素がある。
プレイヤーはカードをめくって出た数の分だけすごろく式のマップを進め、盤面のマスに止まるたびにクイズの出題やイベントの発生という流れでゲームは進行する。クイズでは出題ごとに正解数ノルマ（3-8問）が定められ、10問目が終わるまでにそのノルマを達成すればクリア、誤答すると「お手つき」がマイナスされ、手持ちのお手つきがなくなるとゲームオーバーとなる。ある日突然さらわれたカプコン王国の王女を救うため、王国にある6つのワールドを進んでいくというストーリーになっている。各ワールドの最後にボスが待ち構えており、当時のカプコンのゲームにちなんだキャラクターがボスとなっている。なお、ボス戦ではジャンルセレクトが可能。各ワールドの盤面は「C」「A」「P」「C」「O」「M」の各文字でかたどられており、これらを全てクリアするとエンディングとなる。
各ワールドのボスキャラクター
- ワールド1「レッド・アリーマー」
- ワールド2「ドクターワイリー」
- ワールド3「モビちゃん」
- ワールド4「いで洋介」
- ワールド5「名なしの超戦士」
- ワールド6「MR.T」

## 移植版
アドベンチャークイズ カプコンワールド ハテナの大冒険
上記のタイトルでPCエンジン用に移植され、1992年6月19日、PCエンジンSUPER CD-ROM2用ソフトとしてハドソンから発売された。CD-ROMメディアの特性を活かして『アドベンチャークイズ2 ハテナ?の大冒険』との2作同時収録のカップリング移植。アーケード版と比較すると下記のような細かい差異があるものの基本的には忠実な移植となっている。
主な変更点
- 家庭用のためクレジット（コンティニューの回数）が有限
- アーケード基板とPCエンジンとの解像度の差異に合わせて若干デザインを調整
- テキストのフォントはスーパーCD-ROM2のシステムフォントを使用
- CD-ROMタイトルだがBGMはOPデモとED以外はPCエンジンの内蔵音源で演奏
- ワールド2ボス「ドクターワイリー」セリフ差し替え

※「アーケードでは初登場というところで」→「PCエンジンでは初登場というところで」
- ワールド4ボス「いで洋介」→「大魔王」に差し替え
- ワールド6ボス「MR.T」→「ルシファー」に差し替え

## スタッフ
PCエンジン版
- プログラム
  - オリジナルプログラム：NOUCHI、WAKKY、COZY
  - プログラム：佐々木哲哉、宮崎和久
  - ツール作成：山本耕司
- グラフィック
  - オリジナルグラフィック：SAKUSAN（さくらいまさお）、HKN（木佐貫久司）、RATT、KIX、BOPPO（小林美保）、KATA-CHAN
  - グラフィック：梅田健志、嶽本あゆみ、國分政昭
  - グラフィック・プロデューサー：野中和彦
- サウンド
  - 作曲：ALFH LYRA、CHIE-CHAN、T's MUSIC
  - サウンド：黒岩啓治、森永由美子、安田拓也
  - S.E.：安田拓也
- スペシャル・サンクス：MACCHAN、KEISUKE・K、SAKURA-KUN
- 制作進行：梶野竜太郎、宮本徳人
- オリジナル・プランナー：KIN-CHAN
- コーディネーター：澤口岳志
- プロデューサー：木本旬
- 制作協力：Alfa System
- 著作制作：HUDSON SOFT、CAPCOM

## アドベンチャークイズ カプコンワールド2
1992年にカプコンからリリース。本作はカプコンワールドの続編としてCPシステムで製作され、前作と比べグラフィックとサウンドの強化、ジャンル数・問題数・ステージ数などのボリュームも大幅にアップしている。前作以上に、様々なカプコンキャラクターがクイズの出題者として登場したり（Dr.ワイリーは前作から引き続きボスとして登場）、他のカプコンのゲームのBGMが使われている。
ゲーム誌『ゲーメスト』（新声社）誌上で行われた「第6回ゲーメスト大賞」（1992年度）においてベストグラフィック賞で10位、年間ヒットゲームで14位を獲得した。
2004年には本作を基にした携帯電話用アプリ『クイズ カプコンワールド!!』も配信された。
基本的なゲームシステムは前作と同じだが、本作では以下の4人の中から好きなキャラクターを選択することができる。各キャラクターはそれぞれ得意能力を持っており、クイズ出題時に時々能力を発動させてプレイを楽にしてくれる。ただし、長時間ゲームを継続していると、後半戦では発動しにくくなる。
続いて「ビギナーズコース」「ノーマルコース」「エキスパートコース」の中から挑戦するコースを決めるとゲーム本編がスタートする。
各ステージの最後にいるボスを倒すとステージクリアとなる。また、コースの最後にはドラゴンが待ち構えており、倒すとコースのクリアとなる。1つのコースをクリアしたら残りのコースのいずれかを選択し、最終的には計3体のドラゴンを倒して、3つのクリスタルを奪い返した後に現れる真のボスを倒すのがゲームの目的である。
また、今作では10問終了してもゲームオーバーにはならず第11問以降が出題される。

### プレイヤーキャラクター
戦士・ウィング
「会心の一撃!」と表示されているときにクイズに素早く正解すると、1回の正解でノルマを2つ減らすことができる。
魔法使い・ピュア
ジャンルセレクトを発動する能力がある。
ネコ・ファー
ときどき、クイズを2択や3択にする能力がある。また、まれに会心の一撃が使える。
僧侶・リリック
このゲームでは一定の点数を獲得するごとにお手つきが増える（回復する）システムがあるが、その回復のスピードが他のキャラクターよりも速い。
早く正解した時のタイムボーナスが2倍になり（遅いと通常通り）点数でのライフ回復が他キャラクターよりやりやすい。
2人プレイ時にはもう片方のプレイヤーにも効果がある。

### スタッフ (2)
- キャラクター：YAMACHAN、OKAME、KITASAN、M・OKAZAKI、NAKATSUKA（中塚由美子）、BAN、HKN（木佐貫久司）、E・SHIDA（志田栄治）
- プログラマー：M・KOBAYASHI（小林美保）、PON、HEROHERO、H・M・D（松嶋延幸）
- ミュージック・サウンド：SYUN（西垣俊）
- スペシャルサンクス：KOI、IWAI、GO、TACHIVANA、SHO、T・MESHIJIMA（飯島哲也）、TETSU、GYO、34 SAKOCHIN、ARIYOSHI、ARG、KEISUKE・K、MASASHI・SB、AKICHAN・YAGI、KENZO・TK、HIRO・YUASA、KEN・ITA、ENO、HIDEYUKI・O、TAKESHI・NM、TAKESHI・KY、-STUDIO SPICE-
- プランナー：C・KANEMITSU、K-SUKE、K・NISHIKAWA、E・SHIDA

スタッフロールには記載されていないが、本作の春麗のドットをERIPYONが担当している。

### その他
- 今作には正解率の要素が追加され、それによって各ステージクリア時に得られるボーナス得点が変化する。特に、正解率100%を維持し続けた場合のみ、それまでにクリアしたステージ数に応じた特別ボーナスが加算される。しかし、最終ボスを倒すまでプレイすると約2時間かかるほどのボリュームがあるため、最後まで正解率100%を維持し続けるのはとても困難である。
- 2人で対戦するとステージクリアーの度に春麗が現れ正解数の多いプレイヤーの旗を振る（プレイヤー1の時は青、プレイヤー2の時は赤い旗を振る）。
- 本作に登場するピュアとファーはカプコンのファンクラブ会報の紙面などに出演している他、『MARVEL VS. CAPCOM CLASH OF SUPER HEROES』ではスペシャルパートナーとして登場している。